# Nidularium itatiaiae
Nidularium itatiaiae är en gräsväxtart som beskrevs av Lyman Bradford Smith. Nidularium itatiaiae ingår i släktet Nidularium och familjen Bromeliaceae. Inga underarter finns listade i Catalogue of Life.